# Dukatino
Dukatino (macedónul: Дукатино) település Észak-Macedóniában, a Délkeleti körzetben, a Vaszilevói járásban.

## Népesség
| Lakosok száma | 289  | 337  | 387  | 426  | 470  | 480  | 450  | 327  |
|               | 1948 | 1953 | 1961 | 1971 | 1981 | 1991 | 1994 | 2021 |

- 2002-ben 450 lakosa volt, akik közül 447 macedón és 3 egyéb.